# أحمد محمد شاموق
أحمد محمد شاموق (1942 - 2019) هو مؤرخ ومفكر من السودان. عمل مسؤولًا، ومحررًا، وباحثًا، وصحفيًّا في العديد من المؤسسات الصحفية ومراكز الأبحاث.

## الحياة الشخصية
ولد في 20 مايو 1942 في قرية البلل، نوري، بالولاية الشمالية في السودان. تخرج في كلية التربية جامعة الخرطوم. توفي في الخرطوم بحري في 27 ديسمبر 2019 ودفن في مقابر شمبات.

## الحياة العملية
- قام بتأسيس بيت الثقافة للترجمة والنشر (1980).
- عمل رئيساٌ لتحرير صحيفة المخبر السودانية (1996 - 1998).
- عمل صحفياً في صحيفة الرأي العام السودانية (2004 - 2014).

## المؤلفات
- معجم الشخصيات السودانية المعاصرة (1988)[2]
- الثورة الظافرة: ست سنوات عجاف (1969)[3]
- كيف يفكر الإخوان المسلمون (1981)[4]
- ديسمبر 1955: قصة استقلال السودان (1988)[5]
- من هوامش الثورة والسياسة (1971)[6]
- تراجيديا الحياة على ضفاف النيل (2013)[7]

## أوسمة وجوائز
- حاصل على وسام النيلين من الطبقة الأولى (2008)